# Вилађо Нуово (Торино)
Вилађо Нуово (итал. Villaggio Nuovo) је насеље у Италији у округу Торино, региону Пијемонт.
Према процени из 2011. у насељу је живело 198 становника. Насеље се налази на надморској висини од 280 м.